# Isabelle Huppert
Isabelle Anne Madeleine Huppert (pronunție în franceză [izabɛl yˈpɛʁ]; n. 16 martie 1953, Paris, Île-de-France, Franța) este o actriță franceză, de film, scenă, televiziune și voce, care a apărut în mai mult de 120 de filme de la debutul său pe marele ecran din 1971. Huppert este cea mai nominalizată actriță a premiului César, cu 16 nominalizări, câștigând de două ori César pentru cea mai bună actriță pentru rolurile sale din filmele La Cérémonie (1995) și pentru Elle (2016).
În 1994, Huppert a fost decorată cu Ordre national du Mérite, pentru a fi apoi promovată la gradul de Ofițer în 2005.  De asemenea, în 1999 a fost decorată cu titlul de Cavaler al Legiunii de onoare, iar în 2009 a fost promovată la gradul de Ofițer.

De asemenea, Huppert este cea mai nominalizată actriță pentru Premiul Molière, cu 7 nominalizări.  Și-a făcut debutul teatral pe scenele Londrei în rolul titular al piesei Mary Stuart în 1996, iar debutul la New Yorkîn producția din 2005 intitulată 4.48 Psychosis. S-a reîntors pe scenele newyorkeze în 2009 pentru a juca în piesa Quartett a lui Heiner Müller și apoi în 2014 în producția The Maids de pe scena Sydney Theatre Company.

## Viață și carieră timpurie
Huppert s-a născut la Paris, în cel de-al 16-lea arondisment, fiind fiica lui Annick-ăi (născută Beau), profesoară de engleză și a lui Raymond Huppert, fabricant. Isabelle a fost cel mai mic dintre cei cinci copii ai cuplului, âvând un frate și trei alte surori, printre care se numără și realizatoare de filme Caroline Huppert. Viitoarea actriță a copilărit în localitatea Ville-d'Avray. Deși tatăl Isabellei, Raymond, a fost evreu, toți copii, incluzând Isabelle au fost crescuți în credința catolică a mamei.  Din partea mamei sale, Isabelle este stră-stră nepoată a uneia din surorilor en  Callot. Familia lui Raymond fusese originară din Prešov și Alsacia-Lorena.

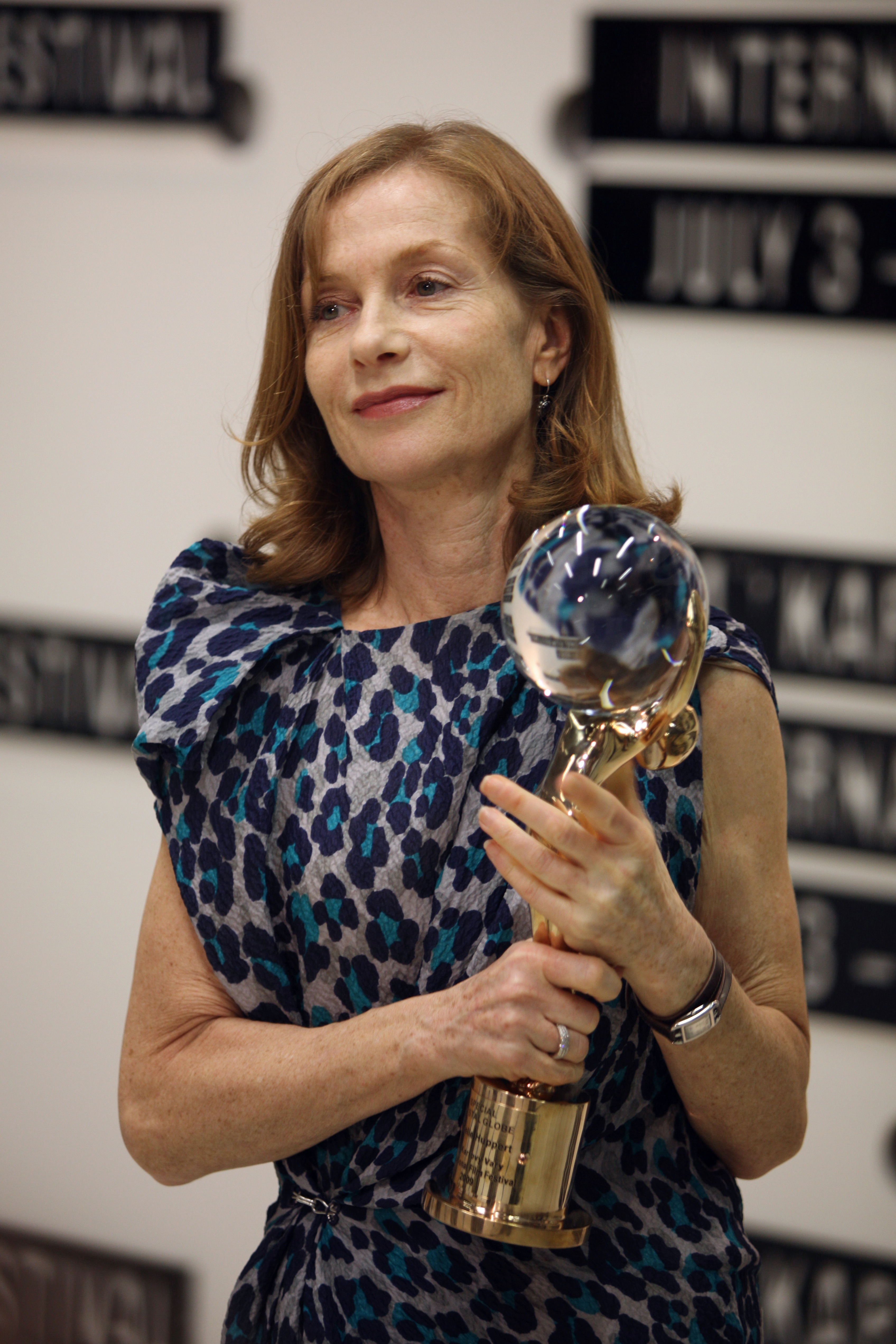
Huppert pozează cu un premiu special (Special Crystal Globe) pentru contribuții artistice remarcabile la lumea cinematografiei. Fotografia a fost făcută la Festivalul Internațional de Film de la Karlovy Vary.

## Viață personală
Huppert este căsătorită cu scenaristul, scriitorul, producătorul și regizorul Ronald Chammah din 1982. Cei doi au trei copii, incluzând actrița Lolita Chammah, cu care Isabelle a jucat în cinci filme, incluzând Copacabana (2010) și Barrage (2017).
Huppert și fiul său Lorenzo sunt proprietarii unei săli de cinema, cu regim de cinematecă, Christine 21, pe care o menajează.

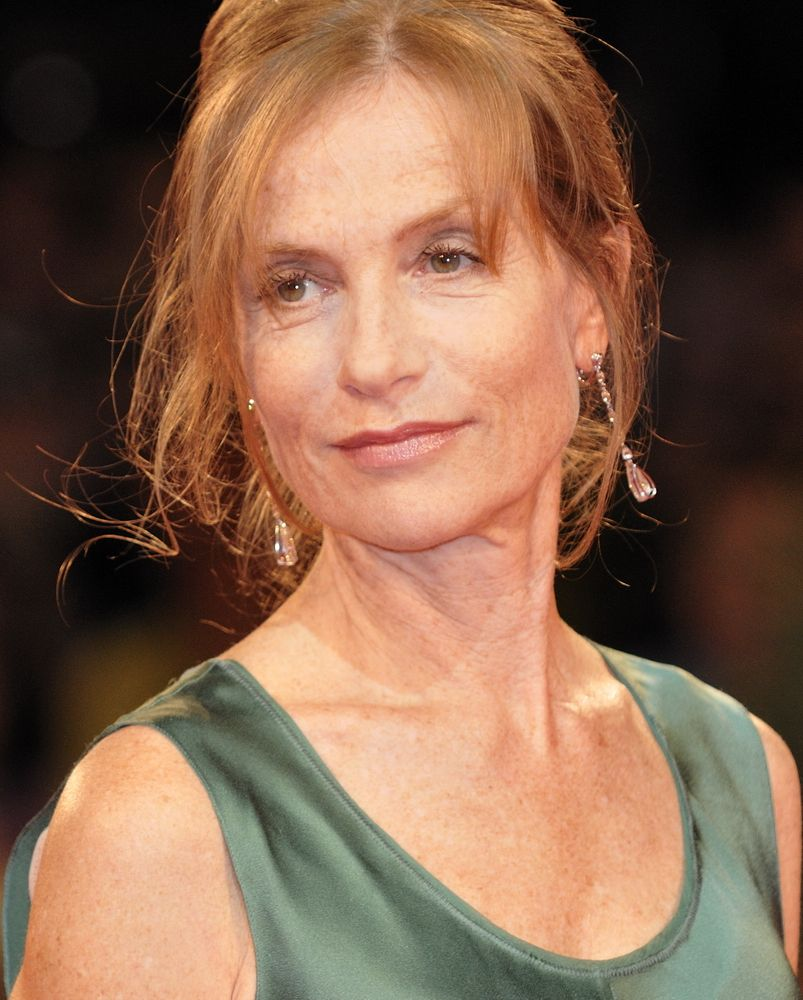
Isabelle Huppert la al 66-lea Festival din Veneția în 2009

## Filmografie

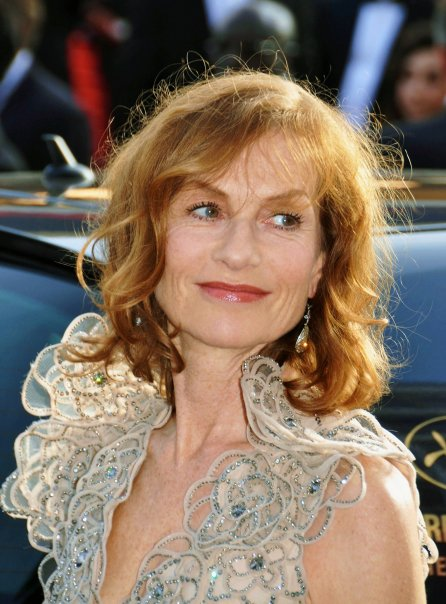
Isabelle Huppert la Cannes în 2009

- 1971 Faustine și frumoasa vară (Faustine et le bel été), regia Nina Companéez
- 1971 È simpatico, ma gli romperei il muso (César et Rosalie), regia Claude Sautet
- 1974 Primavera carnale (Sérieux comme le plaisir), regia Robert Benayoun
- 1974 Prossima apertura casa di piacere (Le grand délire), regia Dennis Berry
- 1974 Spostamenti progressivi del piacere (Glissements progressifs du plaisir), regia Alain Robbe-Grillet
- 1974 Oușoarele (Les valseuses), regia Bertrand Blier
- 1975 Dupont Lajoie, regia Yves Boisset
- 1975 Judecătorul și asasinul (Le juge et l'assassin), regia Bertrand Tavernier
- 1975 Il caso del Dr. Gailland (Docteur Françoise Gailland), regia Jean-Louis Bertuccelli
- 1975 Operazione Rosebud (Rosebud), regia Otto Preminger
- 1977 Dantelăreasa (La dentellière), regia Claude Goretta
- 1977 I miei vicini sono simpatici (Des enfants gâtés), regia Bertrand Tavernier
- 1977 Les indiens sont encore loin, regia Patricia Moraz
- 1978 Violette Nozière (Violette Nozière), regia Claude Chabrol
- 1979 Le Retour à la bien-aimée, regia Jean-François Adam
- 1979 Surorile Brontë, regia André Téchiné
- 1980 Sauve qui peut (la vie), regia Jean-Luc Godard
- 1980 Doamna cu camelii (La storia vera della signora dalle camelie), regia Mauro Bolognini
- 1980 Loulou (Loulou), regia Maurice Pialat
- 1980 Storia di donne (Les ailes de la colombe), regia Benoît Jacquot
- 1980 Moștenitoarele (Orokseg), regia Márta Mészáros
- 1980 Tărâmul făgăduinței (Heaven's Gate), regia Michael Cimino
- 1981 Acque profonde (Eaux profondes), regia Michel Deville
- 1981 Curățenie la sânge (Coup de torchon), regia Bertrand Tavernier
- 1982 Păstrăvul (La Truite), regia Joseph Losey
- 1982 Dragoste la prima vedere (Coup de foudre), regia Diane Kurys
- 1982 Passion, regia Jean-Luc Godard
- 1983 Nevasta prietenului meu (La Femme de mon pote), regia Bertrand Blier
- 1983 Povestea Pierei (Storia di Piera), regia Marco Ferreri
- 1984 La Garce, regia Christine Pascal
- 1984 Sac de nœuds, regia Josiane Balasko
- 1985 Signé Charlotte, regia Caroline Huppert
- 1986 Cactus (Cactus), regia Paul Cox
- 1987 Milan noir, regia Ronald Chammah
- 1987 Demonii (Les possédés), regia Andrzej Wajda
- 1987 Fereastra de la dormitor (The Bedroom Window), regia Curtis Hanson
- 1988 Treburi femeiești (Une affaire de femmes), regia Claude Chabrol
- 1989 Seobe, regia Aleksandar Petrović
- 1990 Răzbunarea unei femei (La vengeance d'une femme), regia Jacques Doillon
- 1991 Malina, regia Werner Schroeter
- 1991 Madame Bovary, regia Claude Chabrol
- 1991 Contre l'oubli, regia Francis Girod
- 1993 Le strategie del cuore (Après l'amour), regia Diane Kurys
- 1994 Amatorul (Amateur), regia Hal Hartley
- 1994 Inundația (L'inondation), regia Igor Minaiev
- 1994 Despărțirea (La séparation), regia Christian Vincent
- 1995 Ceremonia (La cérémonie), regia Claude Chabrol
- 1996 Poussières d'amour, regia Werner Schroeter
- 1996 Les Palmes de M. Schutz, regia di Claude Pinoteau (1996)
- 1996 Afinități elective (Le affinità elettive), regia Paolo e Vittorio Taviani
- 1997 Nimic nu mai merge (Rien ne va plus), regia Claude Chabrol
- 1998 Școala trupului (L'école de la chair), regia Benoît Jacquot
- 1999 Niente scandalo (Pas de scandale), regia Benoît Jacquot
- 1999 La vie moderne, regia Laurence Ferreira Barbosa
- 1999 Fără scandal (Pas de scandale), regia Benoît Jacquot
- 2000 Saint-Cyr, regia Patricia Mazuy
- 2000 Destine sentimentale (Les Destinées sentimentales), regia Olivier Assayas
- 2000 Mulțumesc pentru ciocolată (Merci pour le chocolat), regia Claude Chabrol
- 2000 Fiul cu două mame (Comédie de l'innocence), regia Raúl Ruiz
- 2001 Pianista (La pianiste), regia Michael Haneke
- 2002 Opt femei (Huit femmes), regia François Ozon
- 2002 Viața făgăduită (La vie promise), regia Olivier Dahan
- 2002 Două (Deux), regia Werner Schroeter
- 2002 Vremea lupului (Le temps du loup), regia Michael Haneke
- 2003 Mama mea (Ma mère), regia Christophe Honoré
- 2004 Les soeurs fâchées, regia Alexandra Leclère
- 2004 I ♥ Huckabees - Le strane coincidenze della vita, regia David O. Russell
- 2005 Gabrielle, regia Patrice Chéreau
- 2006 La commedia del potere (L'ivresse du pouvoir), regia Claude Chabrol
- 2006 Proprietà privata (Nue propriété), regia Joachim Lafosse
- 2007 L'amore nascosto (L'amour caché), regia Alessandro Capone
- 2007 Médée miracle, regia Tonino De Bernardi
- 2008 Home, regia Ursula Meier
- 2008 Villa Amalia, regia Benoît Jacquot
- 2008 Una diga sul Pacifico (Un barrage contre le Pacifique), regia Rithy Panh
- 2008 White Material, regia Claire Denis
- 2009 Copacabana, regia Marc Fitoussi
- 2010 Des Parents Formidables
- 2010 Die Blutgrafin
- 2010 Sans queue ni tête, regia Jeanne Labrune
- 2011 My Little Princess, regia Eva Ionesco
- 2011 Il mio migliore incubo! (Mon pire cauchemar), regia Anne Fontaine
- 2012 Amour, regia Michael Haneke
- 2012 Bella addormentata, regia Marco Bellocchio
- 2012 Captive, regia Brillante Mendoza
- 2012 In Another Country (Dareun Naraeseo), regia Hong Sang-soo
- 2013 Dead Man Down - Il sapore della vendetta (Dead Man Down), regia Niels Arden Oplev
- 2013 La religiosa (La religieuse), regia Guillaume Nicloux
- 2013 Il paradiso degli orchi (Au bonheur des ogres), regia Nicolas Bary
- 2013 La scomparsa di Eleanor Rigby (The Disappearance of Eleanor Rigby), regia Ned Benson
- 2014 Tip Top, regia Serge Bozon
- 2014 Abus de faiblesse, regia Catherine Breillat
- 2014 La ritournelle, regia Marc Fitoussi
- 2015 Valley of Love, regia Guillaume Nicloux
- 2015 Segreti di famiglia (Louder Than Bombs), regia Joachim Trier
- 2015 Il condominio dei cuori infranti (Asphalte), regia Samuel Benchetrit
- 2016 Le cose che verranno (L'avenir), regia Mia Hansen-Løve
- 2016 Elle, regia Paul Verhoeven
- 2017 Happy End, regia Michael Haneke
- 2017 Madame Hyde, regia Serge Bozon
- 2017 Marvin, regia Anne Fontaine
- 2018 Eva, regia Benoît Jacquot
- 2018 Greta, regia Neil Jordan
- 2019 Frankie, regia Ira Sachs